# Pointe de Balafrasse
La pointe de Balafrasse est un sommet de la chaîne du Bargy, dans le massif des Bornes, dans le département de la Haute-Savoie.

## Géographie

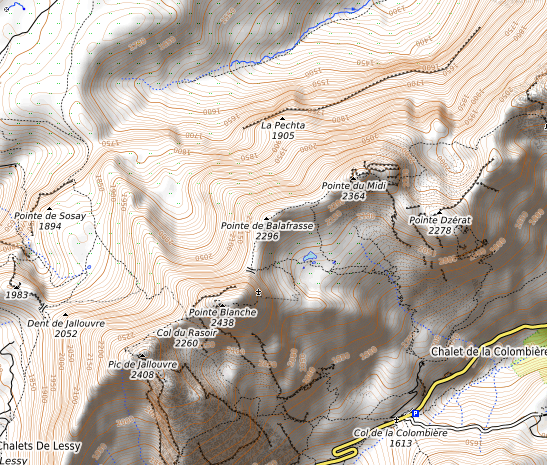
Carte topographique.

Ce petit sommet culminant à 2 296 mètres d'altitude est situé dans le centre de la chaîne du Bargy, encadré par la pointe Blanche au sud-ouest, point culminant du massif avec 2 438 mètres d'altitude, et la pointe du Midi au nord-est avec 2 364 mètres d'altitude. La pointe de Balafrasse est le point le plus élevé de la crête reliant ces deux sommets, le point le plus bas étant le col de Balafrasse à 2 246 mètres d'altitude au sud-ouest, au pied de la falaise de la pointe Blanche. Il est constitué d'une crête de calcaire et de marne du Hauterivien dont le chapeau de calcaire urgonien a été totalement érodé contrairement à ses deux sommets voisins.
La pointe de Balafrasse domine le lac de Peyre au sud-est et le col de Cenise au nord-ouest, au-delà des sources du Bronze. Le sentier de randonnée menant à la pointe du Midi depuis le col de la Colombière passe par le sommet.

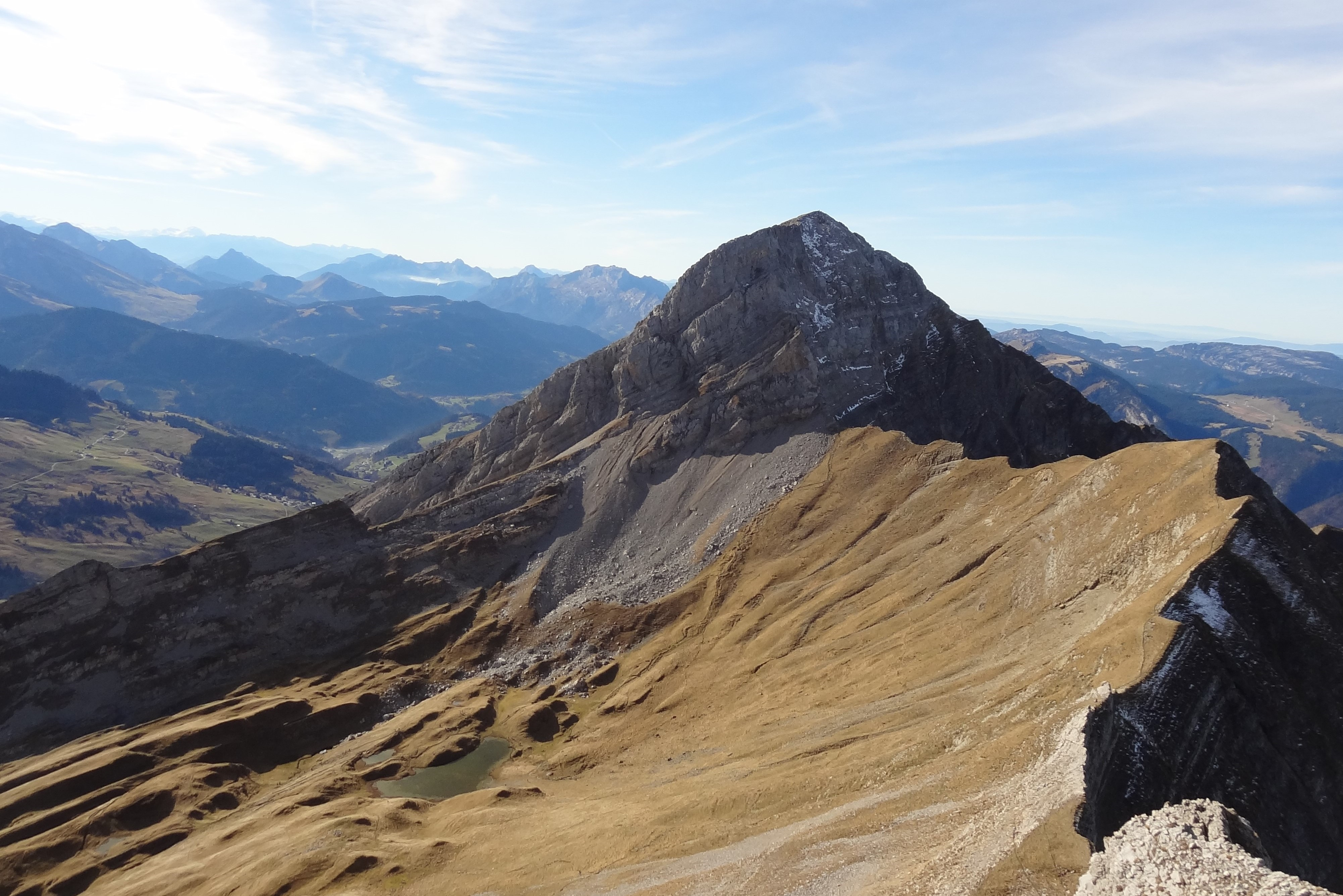
Vue de la pointe Blanche depuis la pointe du Midi avec la pointe de Balafrasse entre les deux, sur la droite, avec à leurs pieds le lac de Peyre.